# Chrysoperla furcifera
Chrysoperla furcifera är en insektsart som först beskrevs av Hanjiro Okamoto 1914. 
Chrysoperla furcifera ingår i släktet Chrysoperla och familjen guldögonsländor. Inga underarter finns listade i Catalogue of Life.